# 明石市立二見中学校
明石市立二見中学校（あかししりつ ふたみちゅうがっこう）は、兵庫県明石市二見町西二見にある公立中学校。

## 沿革
- 1947年（昭和22年） - 明石市立二見中学校開校。
- 1974年（昭和49年） - 現在地に移転。

## 部活動

### 運動部
- 野球部
- サッカー部
- 陸上競技部
- 柔道部
- 剣道部
- バレーボール部
- ソフトテニス部
- 卓球部
- バスケットボール部
- 水泳部
- ソフトボール部

### 文化部
- 吹奏楽部
- 美術部
- コンピュータ部
- 家庭科部
- 合唱部

## 校区
- 明石市立二見小学校の通学区域
- 明石市立二見北小学校の通学区域
- 明石市立二見西小学校の通学区域

## 著名な出身者
- 大西正樹（元プロ野球選手）
- 大辻康太（柔道選手）
- 福田大悟（柔道選手）
- 本田万結（柔道選手）
- 泉房穂（政治家、参議院議員、元明石市長）
- カバと爆ノ介（元お笑いコンビ、解散)）
- 川端克宜（実業家、アース製薬社長）
- 小山正明（元プロ野球選手)
- PANA（お笑い芸人)